# Milagros Huamán Lu
María del Milagros Huamán Lu (Huánuco, 12 de septiembre de 1971) es una periodista y política peruana. Fue congresista de la república durante el periodo periodo 2000-2001. Actualmente es fundadora y directora de la Asociación “Soy Autista y Qué”.

## Biografía
Nació en la ciudad de Huánuco, el 12 de septiembre de 1971. Es hija de Edgardo Huamán Trujillo y de Noemí Lu Pazos.
Realizó sus estudios primarios en el Colegio Nacional Leoncio Prado y secundarios en el Colegio Particular Inmaculada Concepción, ambos de Huánuco.
Entre 1984 y 1986, representó a Huánuco en diversos campeonatos de tenis de mesa y organiza el Club Rotario Interact realizando actividades de apoyo social a los niños de escasos recursos.
En 1991 ingresó a la Facultad de Ciencias de la Comunicación de la Universidad de San Martín de Porres donde se graduó como periodista profesional. Durante sus estudios universitarios, realizó reportajes y locución en cámara en TV Perú.
Trabajó en Frecuencia Latina como reportera del noticiero 90 segundos, realizando informes económicos en Canal Monitor y editando la Publicación Peruvian Miner, especializada en minería.
Formó parte del equipo fundador del Diario "El Sol", ocupando el cargo de Jefa de la Unidad de Investigación y editando suplementos especiales como "Llegó la Paz", "Chavín de Huantar" y otros.
Ha sido colaboradora del Servicio de Prensa e Información de la delegación de la Comisión Europea en el Perú, de la Agencia ANSA y de Radio El Dorado y Jornal de Tarde de Brasil, para los que realizaron la cobertura de la toma de la Residencia del embajador del Japón en Lima y la Operación Chavín de Huántar.
En la actualidad es directora de la Asociación “Soy Autista y Qué”.

## Carrera política

### Congresista de la República
Milagros Huamán Lu se inicia en el ámbito político cuando se inscribe como miembro de Perú Posible, partido político fundado y liderado por Alejandro Toledo. Luego en las elecciones parlamentarias del año 2000, postuló al Congreso de la República con el número 27 de la lista parlamentaria y logró resultó elegida como congresista de la república, con 21,985 votos, para el periodo parlamentario 2000-2005.
Durante su labor legislativa, fue integrante de la Junta Preparatoria junto a Martha Hildebrandt y Humberto Martínez Morosini. Formó parte de la oposición al gobierno de Alberto Fujimori y participó en la Marcha de los Cuatro Suyos encabezada por Alejandro Toledo.
En noviembre del 2000, tras la publicación de los Vladivideos y la renuncia de Alberto Fujimori a la presidencia de la república mediante un fax desde Japón, su cargo parlamentario fue reducido hasta julio del 2001 tras la convocatoria a nuevas elecciones generales. Huamán intentó ser reelegida en las elecciones parlamentarias representando al departamento de Huánuco, sin embargo, no logró resultar reelegida con solo 11,922 votos. Luego, renunció al partido Perú Posible tras varias discrepancias internas y se volvió crítica al expresidente Alejandro Toledo.

## Controversias
En el año 2001, Milagro Huamán Lu fue acusada, durante su labor como congresista, de haber sido un "topo" dentro la bancada de Perú Posible. Según las declaraciones de Vladimiro Montesinos, Huamán fue invitada por el congresista fujimorista Víctor Joy Way a las instalaciones del Servicio de Inteligencia Nacional donde recibió luego $30.000 a cambio de dar información de todos los acuerdos en la bancada de Perú Posible. Fue denunciada ante el Congreso de la República donde en su defensa negó todas las acusaciones y finalmente quedó absuelta.